# Anneke van de Wal
Anneke van de Wal (Utrecht, Holanda, 27 de gener del 1968) és una escriptora holandesa resident a Andorra. És formadora freelance de la Fundació Sinergia E3 (Barcelona), formadora de formadors, entrenadora de Life Kinetik, entrenadora d'esquí, entrenadora personal, coach, màster en PNL i assessora financera. L'autora va estudiar empresarials, i actualment és directora comercial al grup Nòrdic Hotels d'Andorra.
Es declara apassionada de la natura, l'esport i la lectura, fets que la van dur a escriure llibres infantils. És així com va néixer el Servei de Bruixeria de la Tina i la Mina, dues bruixes detectives, que hauran de solucionar misteris d'allò més interessants.

## Obra
- El servei bruixeria de la Tina i la Mina: 1. Els dissenys de moda robats. Amb il·lustracions de Fina Rifà i traducció de David Egea Oriol. Barcelona: Edicions del Pirata, 2008 (ISBN 978-84-965696-1-4) Aquesta obra fou publicada també en holandès[3]
- El servei de bruixeria de la Tina i la Mina: 2. El geni de la felicitat. Amb il·lustracions de Fina Rifà i traducció de David Egea Oriol. Barcelona: Edicions del Pirata, 2008 (ISBN 978-84-965698-5-0)[5][6]
- L'aventura d'en Botonet, amb il·lustracions de Fina Rifà, 2017. Obra benèfica, amb el patrocini per part de Sotheby's International Realty Encamp, per ajudar els nens del Centre d'Acollida la Gavernera a Andorra. (ISBN 978-99920-3-129-2)[1]